# Epidemia de dengue de 2019-2021 en Perú
La epidemia de dengue en Perú inició en octubre de 2019 en el departamento de Madre de Dios, al sureste del país. Para el 17 de noviembre, según el Ministerio de Salud se tiene registro de 16 fallecidos y 3000 personas infectadas, convirtiéndose en el brote más grave del año.
Para febrero de 2020 se registraron 12 muertos y 5480 casos confirmados entre los departamentos de Madre de Dios, San Martín y Loreto, todos ubicados en la amazonia peruana.

## Contexto
El departamento de Madre de Dios, es una región al sureste del Perú, ubicado en la Amazonia occidental, una selva tropical, lugar de esparcimiento de mosquitos conocidos como «zancudos» por los locales, que suelen propagar enfermedades como el dengue, la malaria y la chikunguña.

## Brote

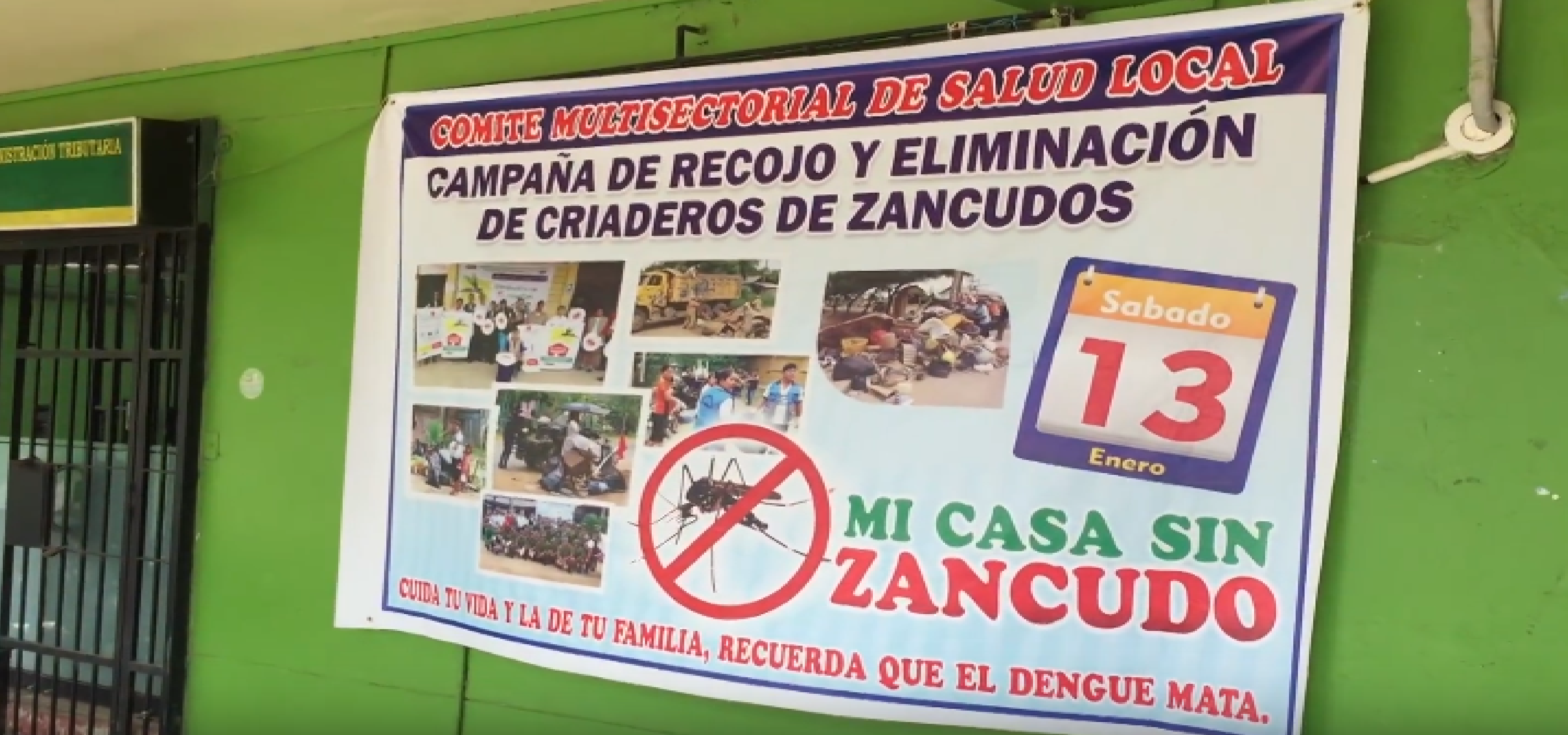
Campaña contra el dengue en Madre de Dios (enero de 2018). El Estado peruano viene enfrentando constantemente brotes epidémicos en dicha región amazónica.

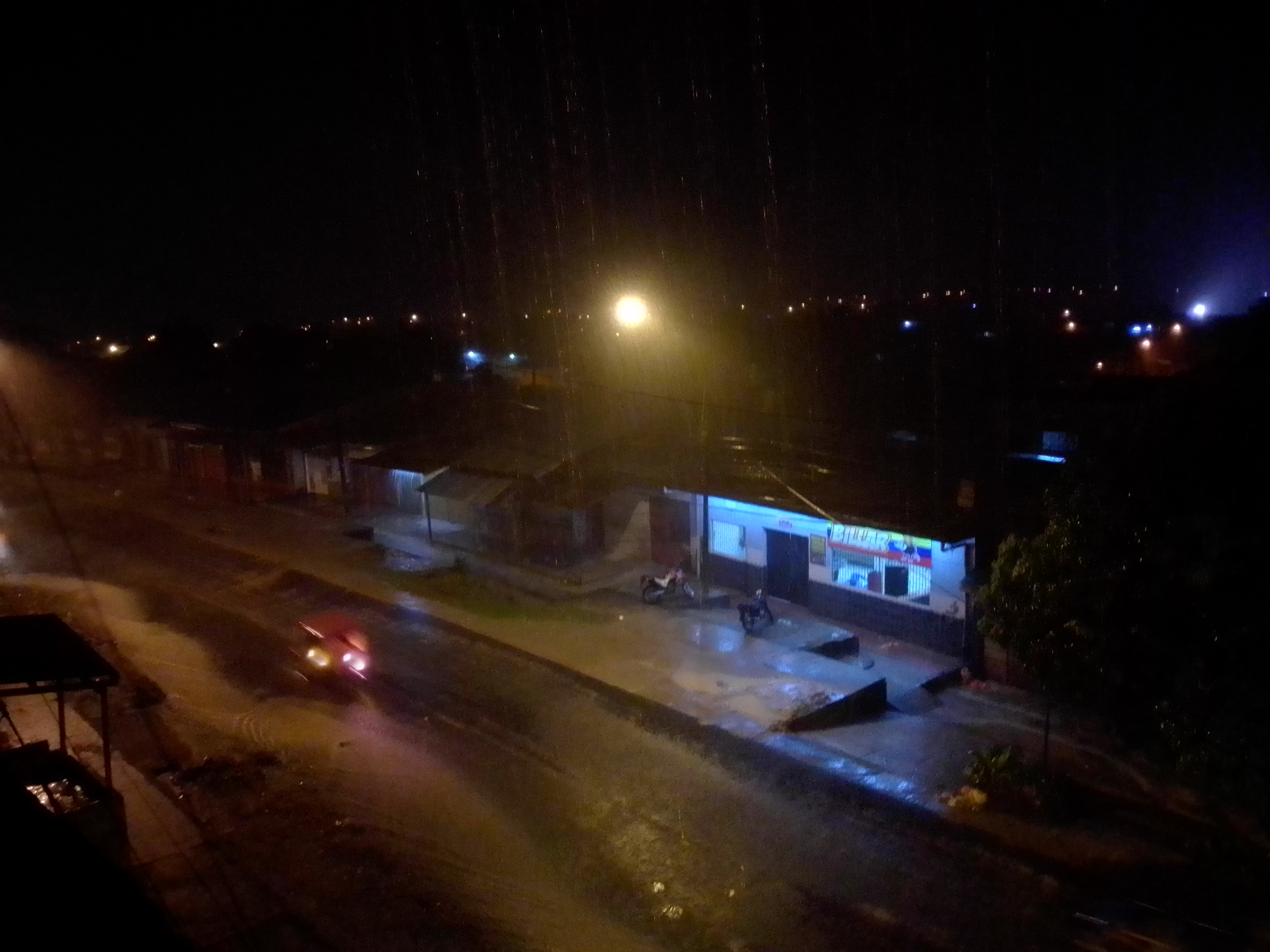
La temporada de lluvias iniciadas en 2019 ayudó al incremento de casos de dengue en la amazonia.

Para finales de octubre de 2019, la Dirección Regional de Salud de Madre de Dios detectó un incremento anormal de casos de dengue en diversas provincias y distritos de la región selvática, la Dirección ordenó trasladar a los pacientes al Hospital Santa Rosa de la ciudad de Puerto Maldonado, capital de Madre de Dios. El 26 de octubre, el gobierno junto a las Fuerzas Armadas ordenaron campañas de fumigación para eliminar los posibles criaderos de mosquitos.
La provincia de Tambopata de Madre de Dios para octubre de 2019 ocupaba el segundo puesto en casos de muertes por dengue a nivel nacional, solo superado por todo el departamento de Loreto, región mucho más extensa y menos poblada geográficamente que Madre de Dios. Entre finales de octubre y comienzos de noviembre el Gobierno Regional de Madre de Dios se declaró incapaz de poder mantener bajo control la situación, pues los casos de contagio en el distrito de Tambopata habían ascendido a 254.535, que junto a otros diez distritos más llegaba a 45.783, como consecuencia el Ministerio de Salud mandó a un grupo de médicos para observar la evolución del brote.
En noviembre, el brote se había expandido también a la ciudad de Iñapari de la provincia de Tahuamanu, en la frontera con Brasil. Según el Ministerio de Salud, existe una desconfianza entre la población hacia los funcionarios públicos para dejarlos ingresar a sus propiedades, lo que agrava la situación:

Son 24,000 las viviendas de la zona de riesgo que tenemos que fumigar y nos encontramos al 80%. Pero algunas casas están cerradas y otras no permiten el ingreso.

Para el 20 de noviembre, 17 personas ya habían fallecido. Mientras que el 27 de noviembre el Ministerio de Salud informó que se lograron reducir hasta un 30 % los casos de dengue, para esta labor los ministerios de Educación y Desarrollo e Inclusión Social prestaron ayuda en sus respectivas áreas geográficas como escuelas o centros de natalidad.
El Gobierno Regional de Madre de Dios anunció que se construirán nuevos establecimientos hospitalarios para evitar en un futuro un nuevo brote.
El 13 de noviembre de 2019 el hospital general de Puerto Maldonado colapsó ante la abundante presencia de posibles infectados por dengue.
Para 2020, la situación empeoró pues se encontró que diversas variantes del dengue se había esparcido en los departamentos de Loreto y San Martín, que junto a Madre de Dios, son los principales lugares de la epidemia. En febrero del mismo año, en Madre de Dios se detectó el (DEN-2 Cosmopolitan), variante más agresiva del dengue común. En Loreto y San Martín se encontró el (DENV-1), que no había en Perú desde la década de 1990.
El 17 de febrero, la provincia de Quispicanchi del departamento del Cuzco registro 182 casos.
Cinco de las siete víctimas de 2020, se encuentra en Loreto, para el 10 de febrero, en la provincia de Maynas (perteneciente a Loreto) los distritos de San Juan Bautista 29,5 % (494), Iquitos 27,31 % (455), Punchana 20,53 % (342) y Belén 7,32 % (122) presentaban el mayor avance de la epidemia fuera de Madre de Dios.
El 26 de febrero la cabeza del Ministerio de Salud Elizabeth Hinostroza la distribución de especialistas como prioridad en los siguientes departamentos: Tumbes, Lambayeque, Junín, Ucayali, La Libertad, Cajamarca, Ayacucho, Piura, Amazonas, Huánuco, Cuzco e incluido los ya infectados en la amazonia. Ese mismo día se reportó 160 caso en Tumbes.
El 2 de marzo se actualizó el conteo de muertos que llegaron a 15 desde enero, el 3 de marzo se confirmó la expansión del brote en Lima metropolitana, capital del país, 17 casos en el Cono Norte de Lima, especialmente en los distritos de Puente Piedra y Comas, por personas procedentes de la selva e incluso algunos de Brasil y Bolivia.
El 4 de marzo se reportó 345 casos en el departamento de Junín.
El Ministerio de Salud también informó que en Madre de Dios el brote se redujo de 500 a 100 casos y que también en Ucayali la situación es controlable, en este último caso no dio número de víctimas o contagiados. El Centro Nacional de Epidemiología, Prevención y Control de Enfermedades cuestionó el comportamiento del ministerio, pues si bien en Madre de Dios se logró reducir, en otros departamentos aumentó. El 10 de marzo el número de decesos subió a 22.
El 13 de marzo se registraron 175 infectados en el departamento de Piura. En la provincia de Lima, el dengue se expandió a Ventanilla, Lima-centro, Los Olivos, Lurigancho-Chosica, Independencia, Rímac, Magdalena del Mar, Surquillo y San Borja, e incluso en la provincia constitucional del Callao.
El 14 de marzo la provincia de La Convención del departamento del Cuzco registró 247 casos.
El 16 de marzo se registraron 84 casos en el departamento de Puno, principalmente en el área selvática de la provincia de Carabaya.
El 17 de marzo en la zona geopolítica del VRAEM una mujer falleció por la enfermedad y se reportaron 120 casos. El suceso ocurrió en la parte del VRAEM que pertenece al departamento de Ayacucho, más específicamente en el pueblo de San Francisco.
El 26 de marzo, en el distrito de Perené de la provincia de Chanchamayo del departamento de Junín se registraron 36 casos de dengue, las autoridades informaron lo siguiente:

No bajar la guardia contra esta enfermedad que, a diferencia del Covid-19, [el dengue] se transmite solo por la picadura de un mosquito y que hasta la fecha ha matado a un gran número de personas a nivel nacional.

El 18 de marzo el gobernador del departamento de Loreto Elisbán Ochoa informó que 13 personas murieron por dengue.
El 26 de marzo en el departamento de Ica se reportó 459 casos confirmados de la enfermedad de dengue, las autoridades sanitarias informaron que no cuentan con el presupuesto suficiente para hacerle frente a la epidemia.
El 16 de abril se reportó que la cifra de muertes a nivel nacional ascendió a 28.

### Aspecto social
La epidemia de dengue fue bastante llamativa para medios nacionales como Caretas, América Televisión e internacionales como Agence France-Presse, NTN24 y El Universo por su paralelismo con la epidemia de neumonía por coronavirus de Wuhan y si el Estado peruano (y en general toda América Latina) esta preparado para una crisis sanitaria.
Para la Organización Panamericana de la Salud, la epidemia de dengue peruano forma parte de una epidemia tardía más grande de dengue que comenzó en 2020 en toda América Latina y el Caribe.
Fabiola Muñoz, cabeza del Ministerio del Ambiente en Canal N expresó que la infraestructura y las condiciones de vida precarias de las personas en los departamentos amazónicos dificulta la labor del gobierno. El Colegio Médico del Perú protestó por la reducción del presupuesto para combatir el dengue, a pesar de estar viviendo una epidemia, dicha entidad también informó que solo en Loreto se incrementó los recursos para la lucha contra la enfermedad.

...estamos en la sétima semana y el brote ya está en más de ocho mil (evaluados) (...) Es evidente que en los próximos días la cifra de personas enfermas con dengue se incrementará.
Colegio Médico del Perú.

El 28 de febrero el Gobierno Regional del departamento de Ica suspendió el inicio de clases por la presencia de dengue en su región, la fecha original fue el 2 de marzo, trasladado por el gobierno regional al 16 de marzo.
El 10 de marzo el ministerio de Salud pidió a los ciudadanos de la Costa peruana tener cuidado con piscinas portátiles, ya que pasado los dos días, si esos sitios siguen con agua, se convierten en criaderos de mosquitos. Ese mismo día las autoridades de Trujillo fumigaron varias escuelas para evitar presuntos casos de dengue en el norte peruano.
El 11 de marzo el sistema de salud de la ciudad de Iquitos colapsó. Ese mismo día, se fumigaron colegios del área metropolitana de Iquitos.
El 13 de marzo el número de fallecidos se elevó a 25, y se confirmó que ahora eran 14 mil los casos de contagio. En el departamento de Amazonas el Ejército del Perú realizó campaña de fumigación masivas esas misma campaña sanitaria realizaron las autoridades en el departamento de La Libertad. Se reportó 167 casos en el departamento de Lambayeque.
El 15 de marzo pobladores de la provincia de Sullana del departamento de Piura informaron que no cuentan con agua, a pesar de la epidemia de dengue, pandemia de coronavirus y brote de Guillain-Barré que se registra en esa provincia del norte peruano.

#### Manifestaciones en Loreto
El 10 de marzo en el departamento de Loreto estalló una ola de manifestaciones por parte de la población en protesta por la mala atención para tratar el dengue en el sector público, un grupo de pobladores llegó a intervenir un centro de salud. Ese mismo día, los pacientes de otros centros hospitalarios ya habían sido trasladados a los pasillos de las instalaciones ante el desabastecimiento.

## En otros sitios
En el estado del Acre del Brasil también se registró un incremento de casos de dengue. Acre es fronterizo con Madre de Dios.
Por otra parte, en Colombia también se reportó un abrumador aumento en los infectados con dengue en todo el territorio nacional durante el 2020, con un total de 27710 casos. La mayoría de los casos se reportaron en los departamentos del Valle del Cauca, Huila, Tolima, Cesar, Santander y Meta.